# Eberspächer Gruppe

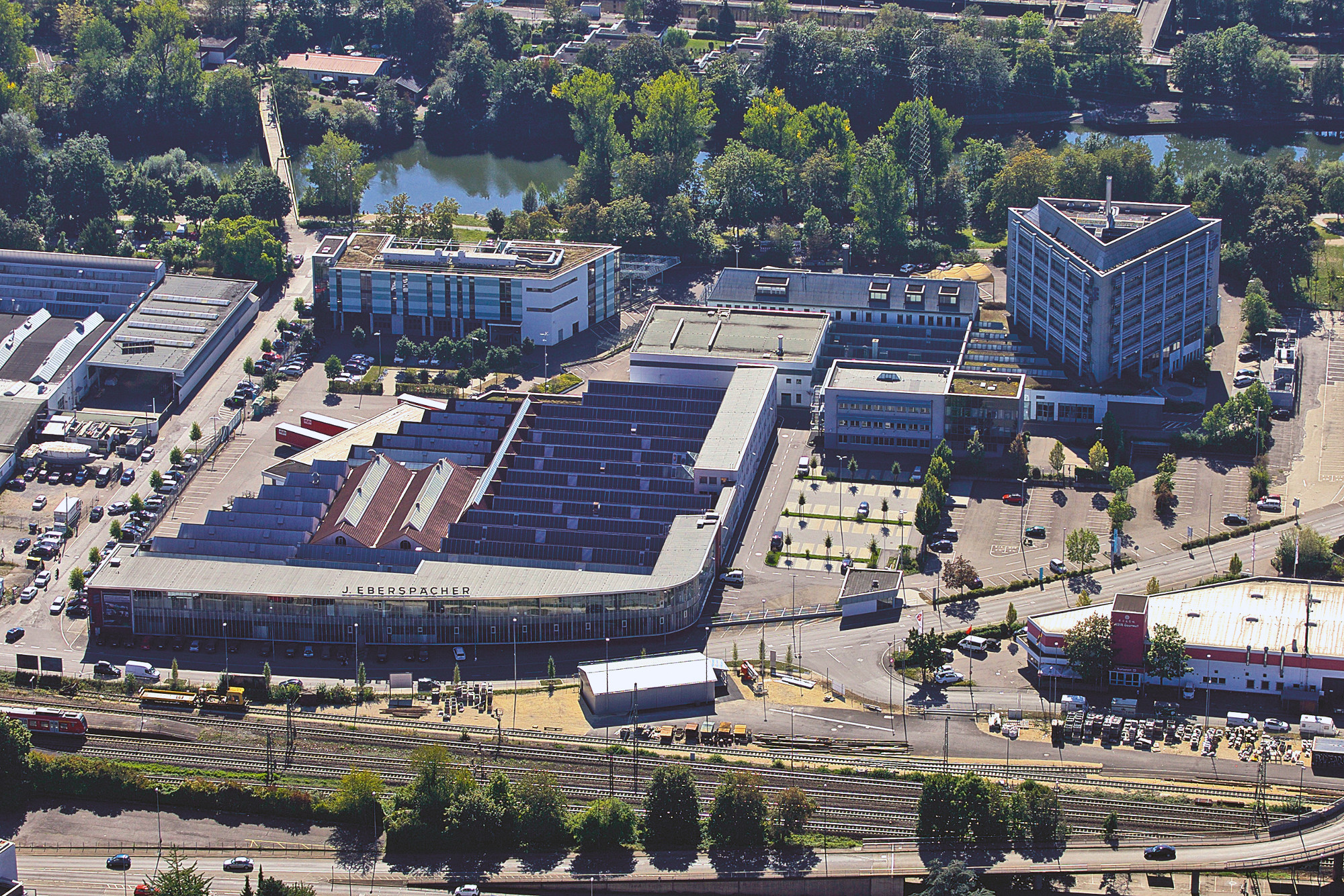
Luftaufnahme der Eberspächer Firmenzentrale in Esslingen

Die Eberspächer Gruppe GmbH & Co. KG ist die Konzernobergesellschaft der Eberspächer-Gruppe, einem deutschen Automobilzulieferer mit Hauptsitz in Esslingen am Neckar und rund 80 Standorten in 30 Ländern. Eberspächer liefert insbesondere  Abgastechnik, Fahrzeugheizungen und Klimasysteme. 

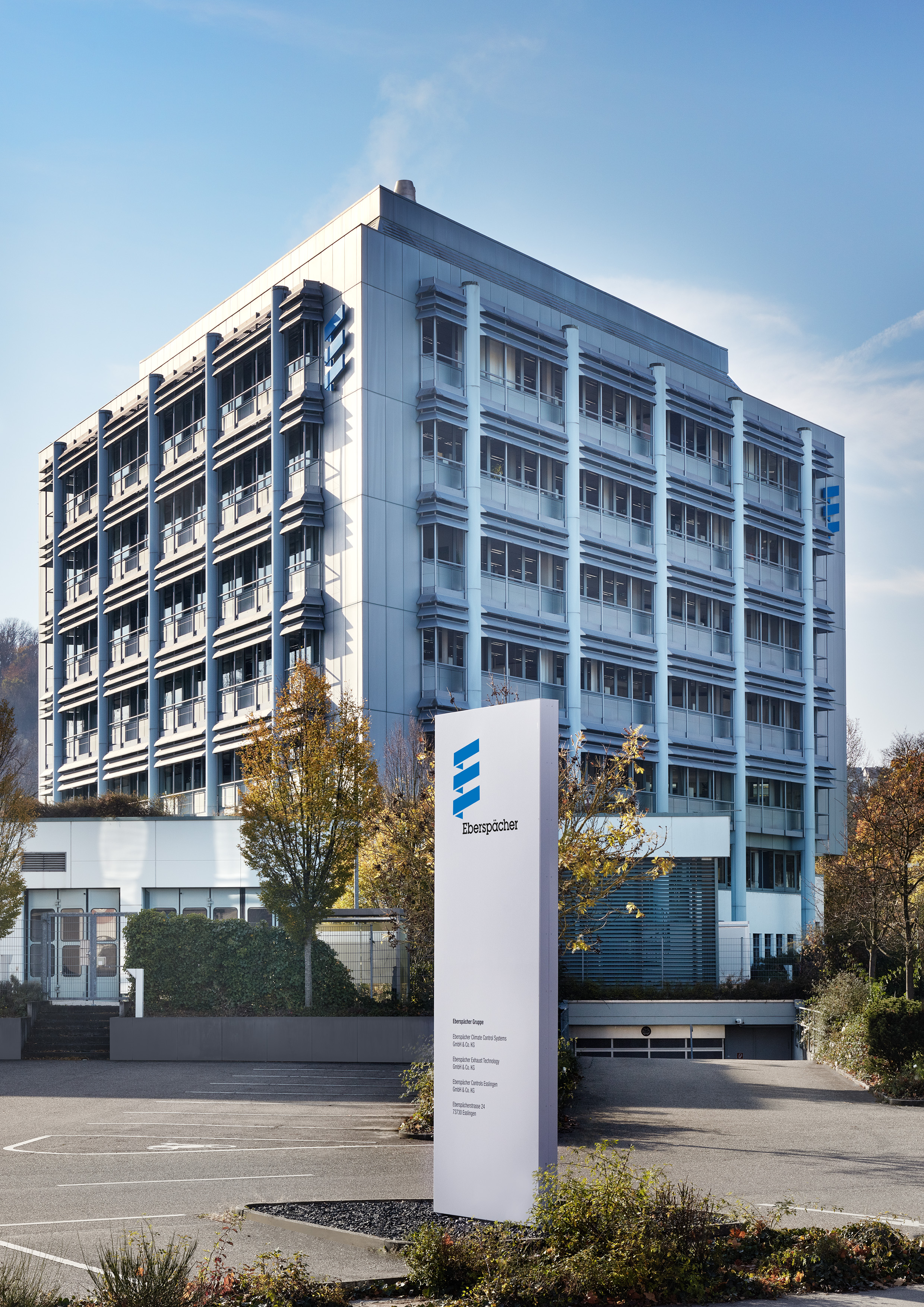
Eberspächer Forschungs- und Entwicklungszentrum am Hauptsitz in Esslingen, Deutschland

## Tätigkeitsfelder
Die Organisation der Entwicklungs- und Produktionstätigkeiten gliedert sich in drei Divisionen und einem Geschäftsfeld: 

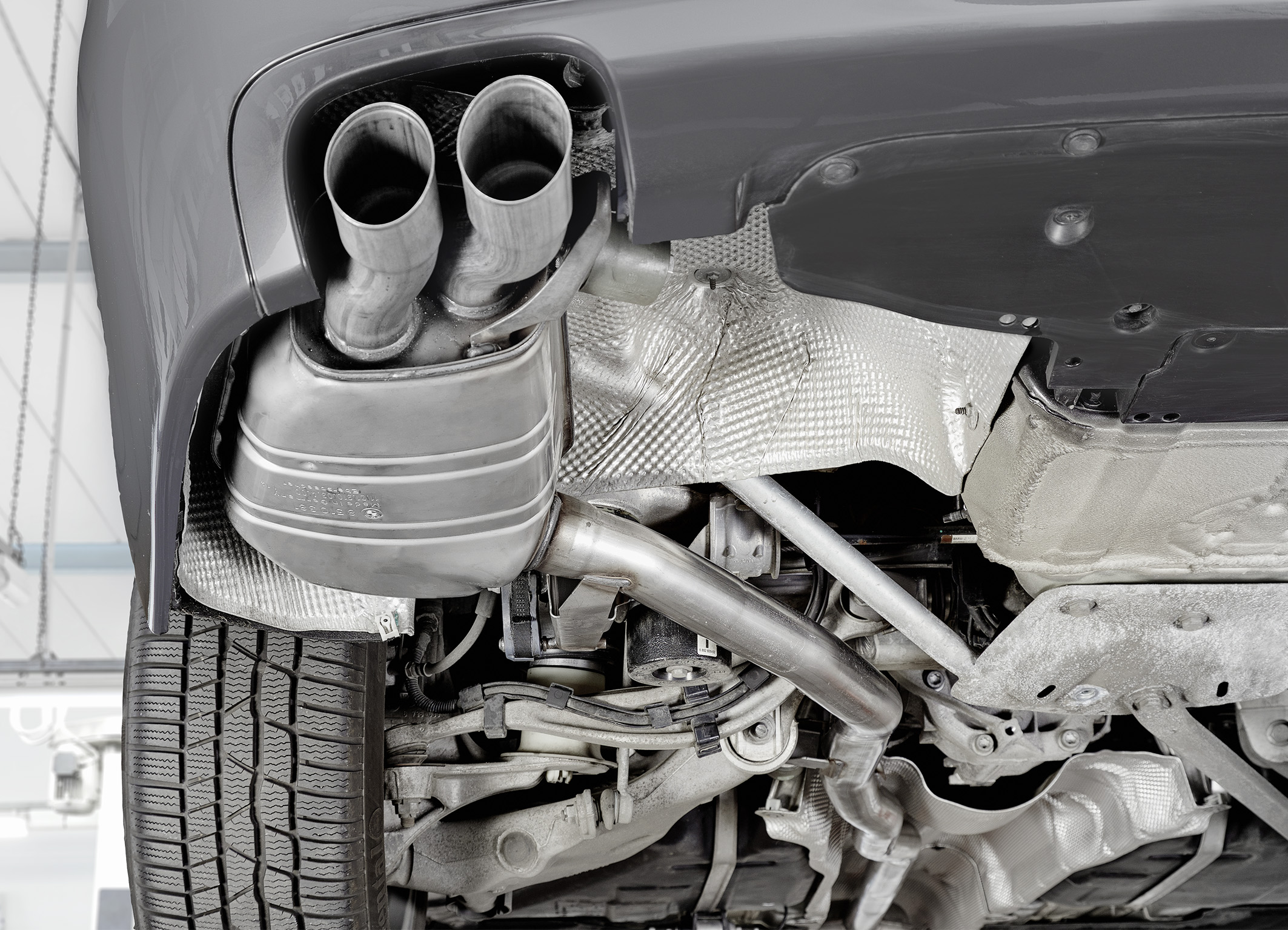
Pkw-Abgasanlage

### Purem by Eberspächer
Das ehemals als Exhaust Technology firmierende Tochterunternehmen konzentriert sich auf die Fertigung von Abgassystemen, Katalysatoren, Dieselrußpartikelfiltern, Ottopartikelfiltern, Schalldämpfern, Rohren und Abgaskrümmern für Pkw und Nutzfahrzeuge.
Zusätzlich werden Lösungen für Wasserstoffanwendungen, beispielsweise für Brennstoffzellen-Systeme und den Wasserstoffmotor entwickelt und gefertigt.
Seit 2021 firmiert die Abgas- und Akustiktechnologiesparte als eigenständiges Tochterunternehmen unter dem Namen Purem by Eberspächer.

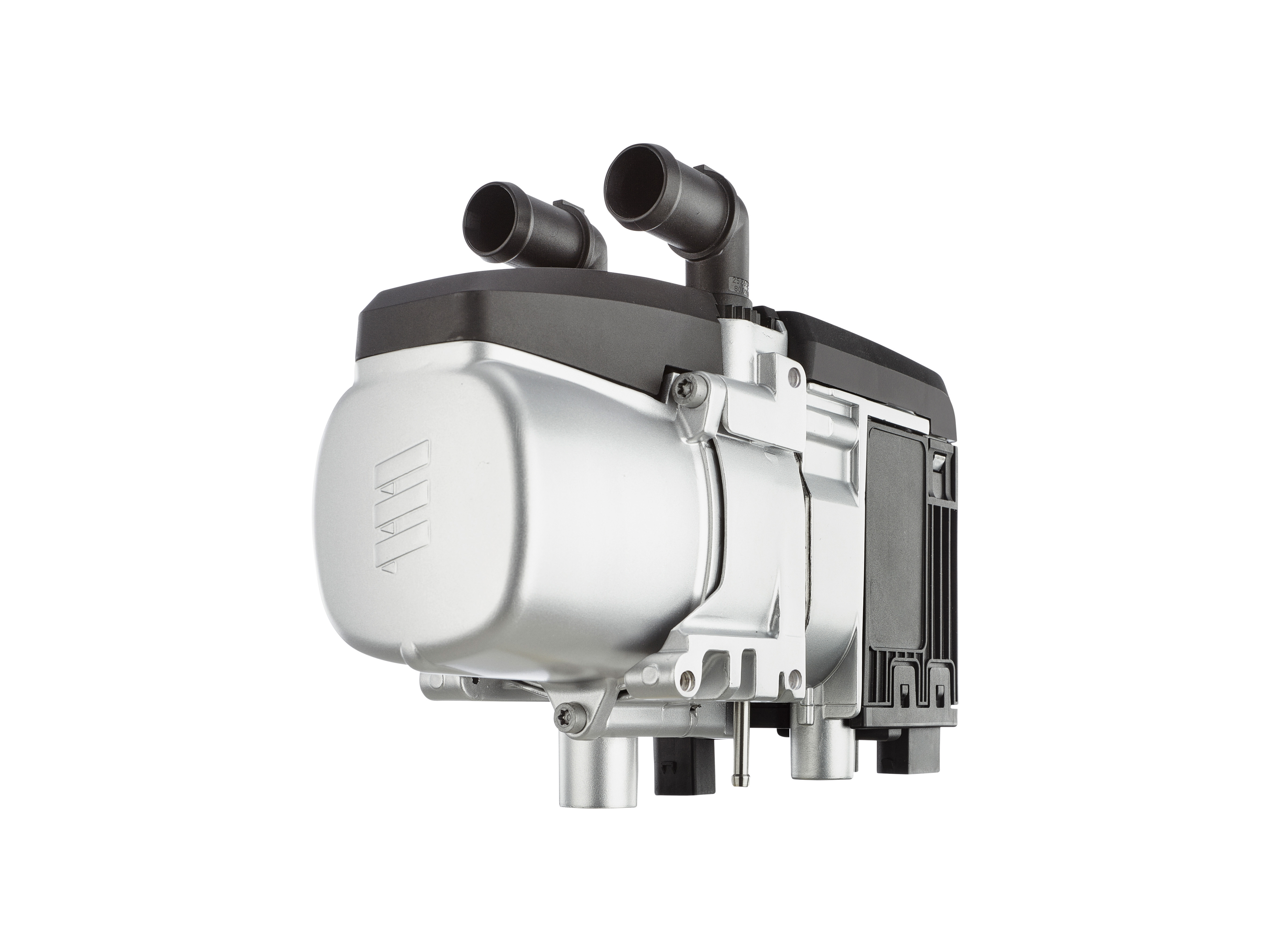
Wasserheizung Hydronic

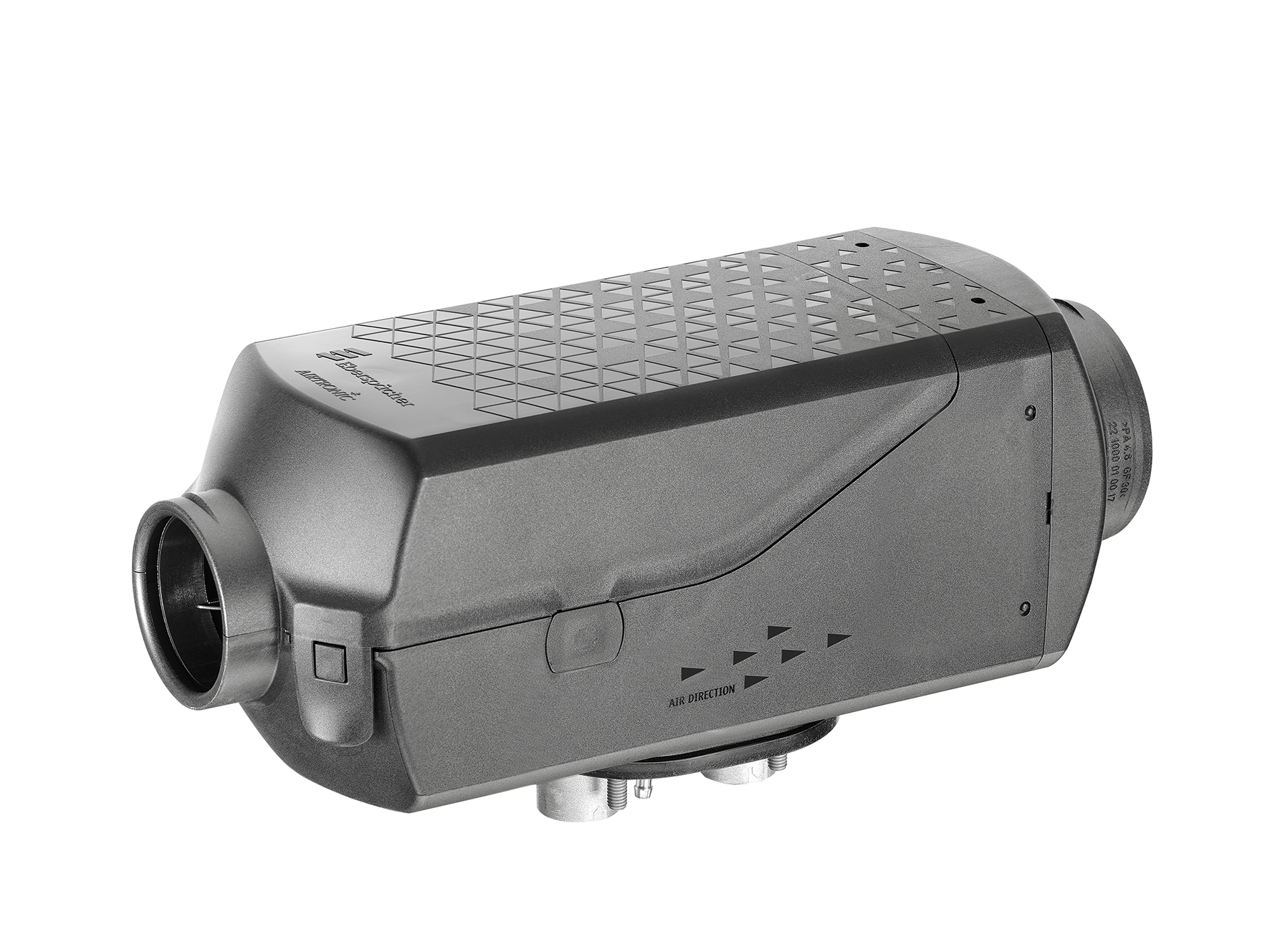
Luftheizung Airtronic

### Climate Control Systems
Die Division Climate Control Systems beschäftigt sich mit dem Thermomanagement für alle Fahrzeugtypen, insbesondere Reisemobile, Off-Highway-Anwendungen, Spezialfahrzeuge, Baufahrzeuge, Baumaschinen und forstwirtschaftliche Fahrzeuge. Zum Portfolio gehören Standheizungssysteme für Fahrzeuge mit Verbrennungs-, Elektro- und Hybridantrieben, elektrische Zuheizer (Eberspächer Catem) und Klimalösungen für Busse aller gängigen Antriebsvarianten (Eberspächer Sütrak).

### Automotive Controls
Die Division Automotive Controls bietet Lösungen im Bereich der Fahrzeugelektronik an, wie z. B. elektronische Steuergeräte für Start-Stopp-Systeme, Batteriemanagementsysteme, Steuergeräte für Fahrzeugheizungen sowie das Schalten und Verteilen von Hochspannungen im Fahrzeug. Die Tochtergesellschaft verfügt über eine eigene Produktionsstätte in Landau in der Pfalz. Am Standort in Cluj-Napoca, Rumänien, finden seit 2021 Entwicklungsaktivitäten insbesondere für Steuergeräte für die Elektrifizierung von Fahrzeugen sowie das autonome Fahren statt.

### Hydrogen for Mobility
Im amerikanischen Lafayette, Colorado, entwickelt und produziert Eberspächer Vairex Luftkompressoren und Steuergeräte für mobile und stationäre Brennstoffzellen-Systeme.

## Geschichte

### 1865 bis 1930
Das Unternehmen wurde 1865 von Jakob Eberspächer in Esslingen am Neckar als Handwerksbetrieb gegründet. Im Jahr 1888 ging der erste Großauftrag für Dachverglasungen ein. 1914 wurde das Unternehmen an den heutigen Standort verlegt. 1917 kam durch eine Unternehmensübernahme ein Werk in Leipzig hinzu. Einer der ersten großen Aufträge des Unternehmens war das Glasdach des Hauptbahnhofs Mailand, das Eberspächer 1929 baute.

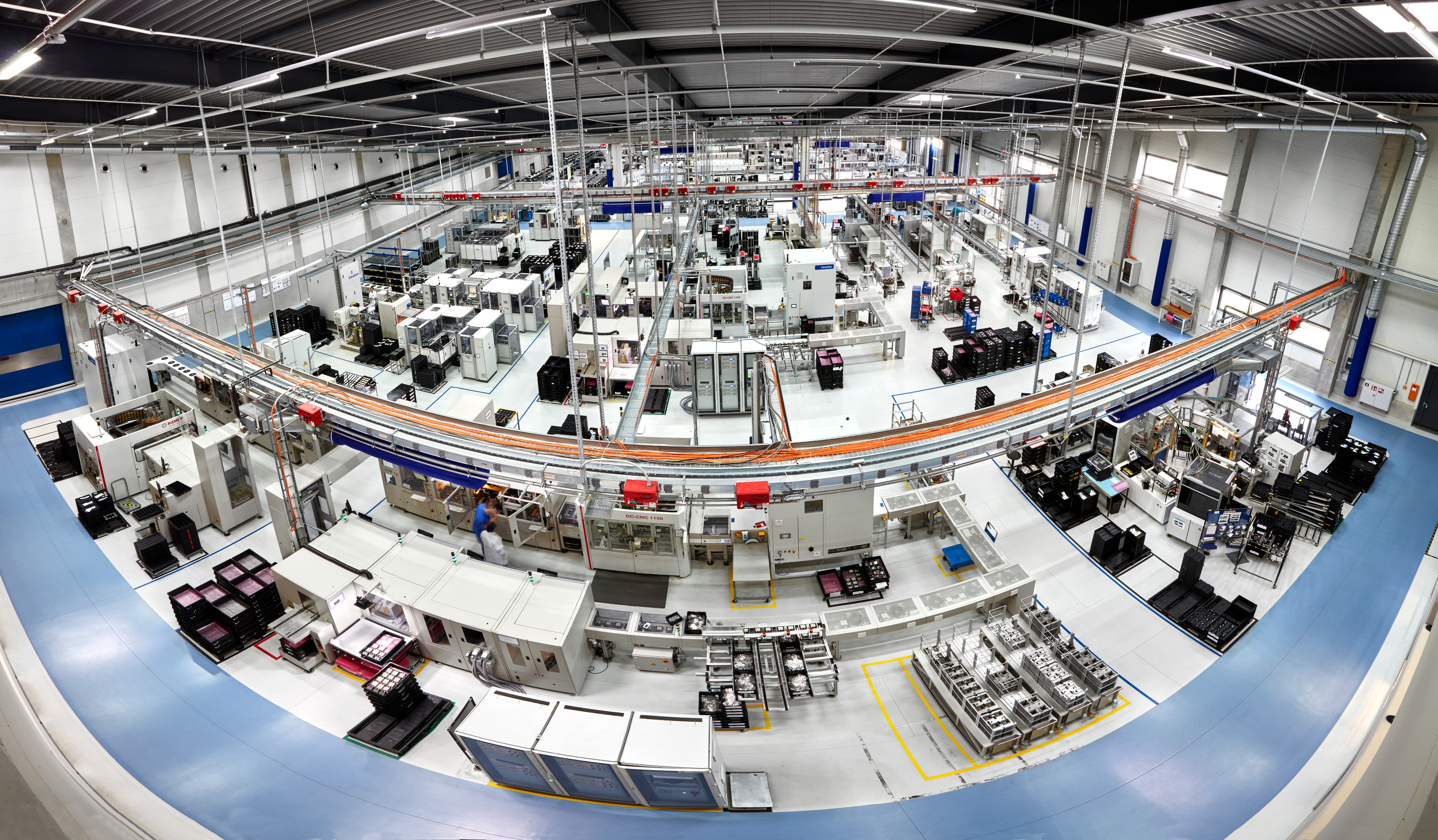
Produktion der Eberspächer Automotive Controls in Landau

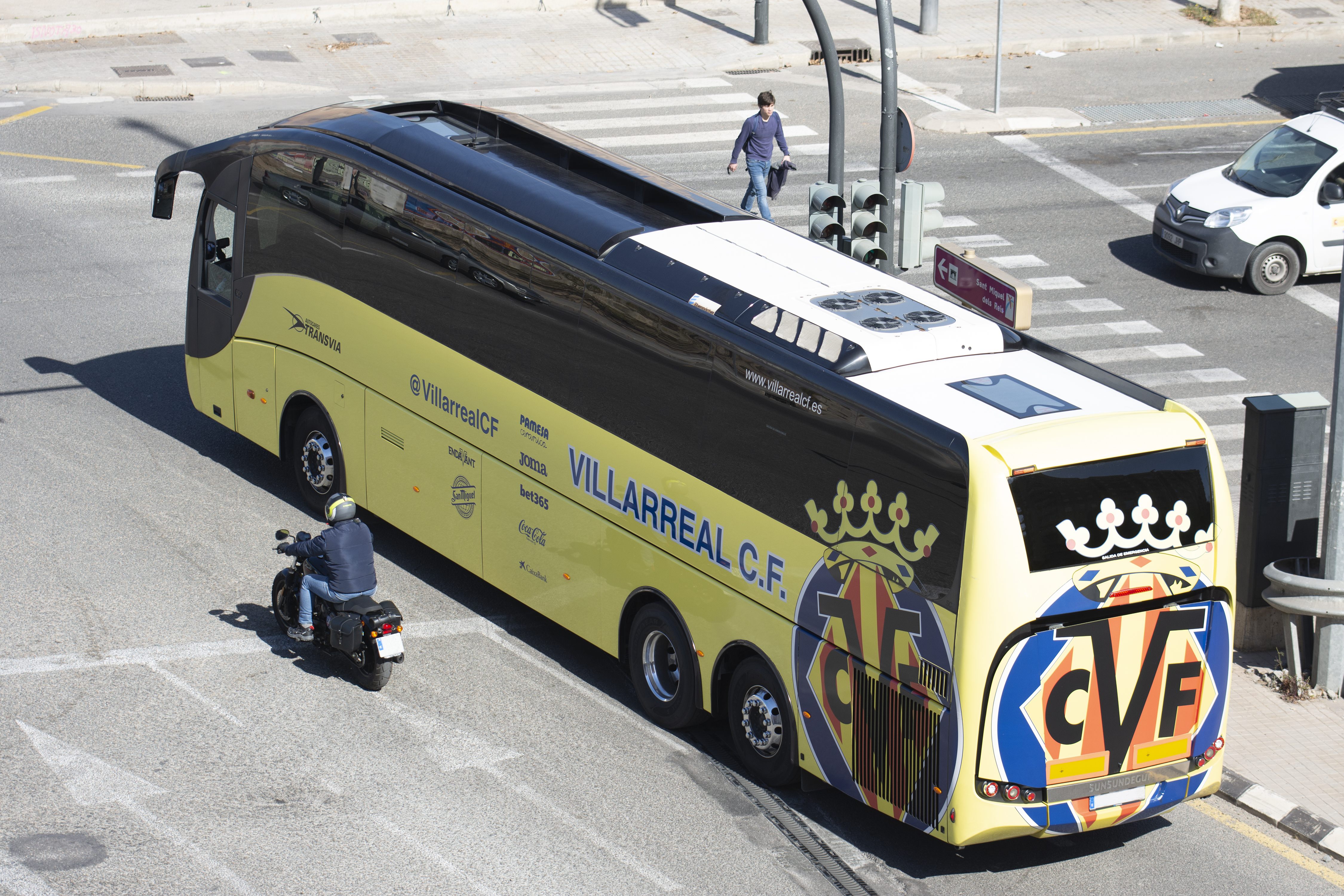
Eberspächer-Klimaanlage auf einem Reisebus

### 1931 bis 1945
1931 begann das Unternehmen die Herstellung von Komponenten, welche später im Automobil zum Einsatz kommen sollte.
1932/1933 wurde die Produktion von Heizgeräten und Schalldämpfern aufgenommen, letzteres zusammen mit Friedrich Boysen.
1939 bis 1945 wurde Eberspächer vom NS-Regime in die Rüstungsproduktion integriert und bekam wie viele andere Unternehmen Zwangsarbeiter zugewiesen. Die Eberspächer GmbH unterhielt mindestens fünf Lager mit 950 Zwangsarbeitern in Leipzig, darunter das Lager „Sella“ in der Markranstädter Straße 3 und die Gaststätte „Winters Kaffeegarten“ in der Pegauer Straße 55 (heute Wolfgang-Heinze-Straße). 1939 stieg die Firma in die Luftrüstung ein und produzierte Teile für Flugzeugmotoren (insbesondere Abgasanlagen). Im Sommer 1940 wurden die ersten polnischen Zwangsarbeiter eingesetzt, später auch „Ostarbeiter“ und italienische Kriegsgefangene sowie deportierte Arbeitskräfte aus den Niederlanden, Belgien, Frankreich, Protektorat Böhmen und Mähren, Polen, Ungarn und Kroatien. Die Leipziger Gaststätte „Winters Kaffeegarten“ wurde 1943 von der Eberspächer GmbH angemietet und der Saal und Bühnenraum zum Schlafquartier für 80 Personen umgebaut. Hier wurden dann Zwangsarbeiter aus Holland, Belgien, Ungarn und Kroatien einquartiert, dies zudem bei mutmaßlicher Überbelegung.
Beim Luftangriff am 20. Februar 1944 wurde „Winters Kaffeegarten“ zerstört und die verbliebenen 51 Zwangsarbeiter aus Belgien und den Niederlanden in andere Lager in der Antonienstraße und Simildenstraße verlegt.
Die Eberspächer Gruppe hat dieses Thema intensiv zusammen mit Historikern aufgearbeitet.

### 1946 bis 2000
In der Nachkriegszeit stellte Eberspächer unter anderem Spielzeug her. Zum weiteren Sortiment gehörten auch Arztkoffer aus Metall, Kleinherde sowie Prothesen.
Im Jahre 1953 begann die Produktion von Schalldämpfern für den VW Käfer. 
Anfang der 1970er-Jahre wurde in Neunkirchen das Abgaszentrum erweitert.
1973 gründete Eberspächer mit der Espar Products in Kanada als selbstständige Vertriebsgesellschaft für Heizgeräte den ersten nicht europäischen Ableger. Die 1975 erschienene "B1L" war die erste Fahrzeugheizung, welche direkt in den Fahrgastraum eingebaut werden durfte.
In Esslingen wurde in den 1980er-Jahren ein weiteres Forschungs- und Entwicklungszentrum aufgebaut. Die 1980er Jahre waren geprägt von der starken Internationalisierung des Unternehmens.
1995 stellte das Unternehmen Pkw-Standheizungen vor. 1996 gingen motornahe Katalysatoren in Serienproduktion, 1999 elektrische Zuheizer des Tochterunternehmens catem. 2002 und 2003 wurde ein Entwicklungszentrum in Detroit, ein Katalysatorenwerk in Nordamerika und Werke in Tschechien, Frankreich und China aufgebaut, 2004 gingen Dieselrußpartikelfilter in Serie.

### 2001 bis heute
2007 übernahm Eberspächer die Purem Abgassysteme GmbH & Co. KG mit Sitz in Unna.
2008 wurde rückwirkend die Herxheimer catem Holding sowie deren Tochter Develec erworben und ergänzte die Produktpalette um Kfz-Leistungselektronik sowie Hochvoltheizer für elektrische Fahrzeuge.
2008 wurde die Eberspächer Electronics GmbH & Co. KG als Tochterunternehmen gegründet. Das Geschäftsfeld waren automobile Daten-Bussysteme. Die Tochter entstand durch die Übernahme der FlexRay-Tools und -Dienstleistungen von TZ Mikroelektronik in Göppingen. Zum 1. August 2014 verkaufte Eberspächer seine 100-prozentige Tochter Eberspächer Electronics GmbH & Co. KG an die Star-Cooperation-Gruppe.
2010 übernahm Eberspächer Sütrak, einen Hersteller von Omnibus-Klimasystemen. Das Unternehmen war zuvor eine 100-%-Tochter der Carrier Corporation. Mit der 2010 gegründeten Prototechnik GmbH & Co. KG erweiterte die Eberspächer Gruppe ihre Geschäftstätigkeit um den Bereich Abgastechnik. Der Standort Schwäbisch Gmünd wurde zum Kompetenzzentrum für Leichtbau und Sonderserienfertigung.
Eberspächer nahm im Juni 2013 seine neue Asien-Zentrale in Shanghai in Betrieb. 2014 eröffnete das Unternehmen einen neuen Produktionsstandort für Fahrzeugelektronik in Landau/Pfalz. 2016 erwarb es die PTC-Produktion der Paul Rauschert Steinbach GmbH in Hermsdorf (Thüringen). Der Standort stellt PTC-Heizelemente für elektrische Fahrzeugheizer her.
2016 entstand mit der Übernahme der Mehrheit am kanadischen Unternehmen Vecture Inc. das Joint Venture Eberspaecher Vecture Inc. Batteriemanagement-Systeme.
Eberspächer übernahm 2018 den französischen Klimaspezialisten Kalori SAS mit Sitz in Lyon, Frankreich, zu 100 Prozent. Eberspächer Kalori entwickelt und produziert Klima- und Lüftungssysteme für Nutz- und Spezialfahrzeuge.
Die Division Abgastechnik der Eberspächer Gruppe tritt seit 2021 unter der Marke „Purem by Eberspächer“ auf. Eberspächer bleibt Eigentümer des rechtlich verselbständigtem Tochterunternehmens.
Eberspächer übernahm 2021 Vairex Air Systems (Wasserstoffmobilität und Luftverdichter für Brennstoffzellen).
Im Oktober 2021 wurde das Unternehmen Opfer einer Cyberattacke, die dazu führte, dass Teile der Produktion, u. a. am Standort Neunkirchen, unterbrochen werden mussten und dass am Hauptsitz in Esslingen Kurzarbeit eingeführt wurde.

## Kartell Standheizungen 1

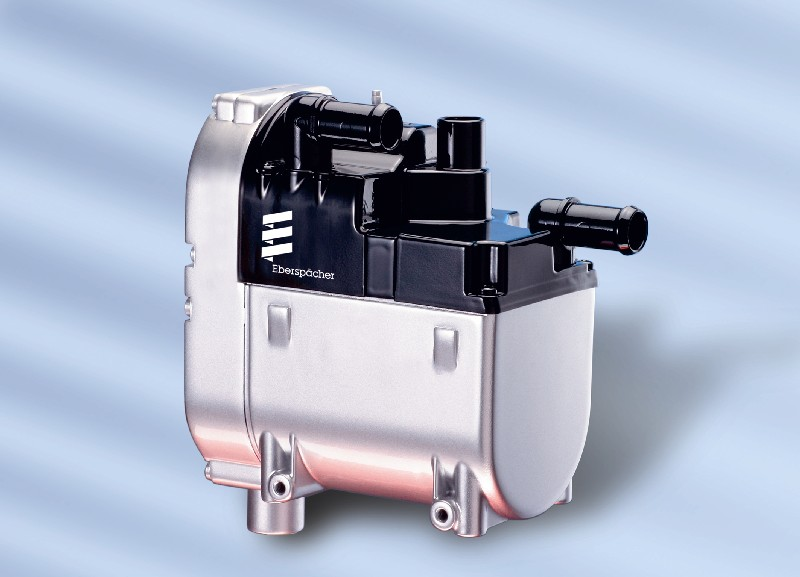
Eberspächer Standheizung

In der Zeit von September 2001 bis September 2011 bildeten Webasto (Webasto SE, Webasto Thermo & Comfort SE und Webasto Fahrzeugtechnik GmbH) und Eberspächer (Eberspächer Gruppe GmbH & Co. KG, Eberspächer Climate Control Systems GmbH & Co. KG und Eberspächer GmbH) ein Kartell für Standheizungen in Pkw und Lkw.
Die beiden Unternehmensgruppen hatten den Markt für kraftstoffbetriebene Standheizungen und kraftstoffbetriebene Zuheizer sowohl für Erstausrüster (OEM) als auch für Nachrüster (SEMI-OEM) aufgeteilt und die Preise und Konditionen systematisch abgesprochen.
Die Kommission der Europäischen Union hat das Verfahren durch Beschluss vom 17. Juni 2015 beendet. Bei üblicher Berechnung hätte sich eine Geldbuße von annähernd 500 Mio. Euro für die beiden Unternehmensgruppen ergeben. Durch Anwendung der Kronzeugenregelung musste Webasto keine Geldbuße bezahlen und Eberspächer erhielt einen Nachlass von 45 % sowie einen weiteren Bonus von 10 % und musste schließlich nur 68,175 Mio. Euro bezahlen.

## Kartell Standheizungen 2
Am 9. Dezember 2015 gab das U.S. Department of Justice bekannt, dass nach Ermittlungen der Antitrust Division des FBI von Oktober 2007 bis November 2012 ein Kartell für Standheizungen im Aftermarket bestand. Gegen die Manager Frank Häusler, Volker Hohensee und Harald Sailer (alle US-Tochter von Eberspächer Climate Control Systems) wurde eine Gesamtstrafe von 14,9 Mio. $ festgesetzt.

## Erklärung zum Umsatz
Als Nettoumsatz wurden für 2024 2,7 Mrd. Euro ausgewiesen. In den von Eberspächer hergestellten Katalysatoren wird eine Vielzahl an Edelmetallen eingesetzt. Die Kosten hierfür zählen branchenüblich nur zu den durchlaufenden Posten. 